# Storyteller (album)
Storyteller è il sesto album in studio del rapper francese Médine, pubblicato il 13 aprile 2018.

## Tracce
1. Bangerang – 2:49
2. Nature Morte (feat. Sofiane) – 2:52
3. Venom – 2:25
4. PLMV (feat. Kery James, Youssoupha) – 4:02
5. Tellement je t'm – 3:47
6. Normal Zup – 2:33
7. Clash Royal – 3:25
8. Madara (feat. Soolking) – 3:11
9. Skit - Dream Bank (Sofiane Pamart) – 0:39
10. Bataclan – 3:19
11. Enfant Du Destin - Ataï – 4:26
12. Fin Alternative – 4:31
13. Skit - Limits – 0:59
14. Bromance – 2:49
15. Papeti (feat. Massoud) – 3:00
16. Storyteller – 4:42

Durata totale: 49:29